# IPCop
IPCop – dystrybucja Linuksa oparta na jądrze z serii 2.6.32. Jest to gotowy router konfigurowany z poziomu przelądarki www lub przez SSH. Najnowszą stabilną wersją dystrybucji jest 2.1.9.
IPCop jest to dystrybucja Linuksa, który pełni rolę routera i zapory sieciowej, posiada bardzo wiele funkcji, dzięki którym możemy jak najwydajniej zarządzać siecią, a jego instalacja jest bardzo prosta (jest w języku polskim).
IPCop jest projektem Otwartego Oprogramowania opartym na licencji GPL, czyli można go używać całkowicie za darmo.
Oprócz standardowych funkcji można rozbudować go o szereg dodatków, pozwalających na:
- monitoring stanu płyty głównej – MBMon/MBmongraph (temp., prędkość wentylatorów, napięcia)
- monitoring stanu dysku twardego – HDDTemp/Smartctrl/HDDGraph
- monitoring transferu dzienny/miesięczny – NET-Traffic
- sprawdzanie dostępności hostów w sieci lokalnej – Who Is Online?
- Użycie nadmiaru wydajności routera/komputera do uczestniczenia w projektach BOINC – BOINC
- buforowanie (przyspieszenie pobierania) poprawek/service pack do Windows – Update Accelerator
- wykorzystanie karty WLAN jako accespoint.

## Dystrybucje Linuksa dla routerów
- Freesco – dyskietkowy
- NND – polski
- OpenWrt – sieć bezprzewodowa
- PacketProtector – oprogramowanie dla routerów Asus i Linksys